# UDSL
UDSL (ang. Unidirectional DSL ali krajše Uni-Dsl) je DSL tehnologija proizvedena v podjetju Texas Instruments, ki omogoča obojestranske hitrosti do 200Mbit/s (25Mbajtov/s). Je združljiva z vsemi prejšnimi DMT standardi, kot so ADSL, ADSL2, ADSL2+, VDSL in VDSL2.